# Route départementale 7 (Yvelines)
Pour les articles homonymes, voir Route départementale 7.
La route départementale 7, abrégée en RD 7 ou D 7, est une route du département des Yvelines qui relie Le Pecq (RD 186/RN 13) à Saint-Cyr-l'École (RD 10, ancienne RN 10). Elle traverse la forêt de Marly et longe la limite ouest du parc du château de Versailles.

## Tracé de la RD 7
- Le Pecq : avenue du Président-John-Fitzgerald-Kennedy

- Le Port-Marly : avenue du Président-John-Fitzgerald-Kennedy

- Marly-le-Roi : avenue de Saint-Germain, avenue Willy-Blumenthal, rue Raoul-Filhos, avenue Jean-Béranger, avenue des Combattants, rue de Saint-Cyr, rue Georges-Tattevin, route de Saint-Cyr

- Passage dans la forêt de Marly

- Bailly : route de Marly, route de Saint-Cyr

- Saint-Cyr-l'École : rue du Docteur-Vaillant